# Бейкер (Луизиана)
Бейкер (англ. Baker) —  город в приходе Ист-Батон-Руж в штате Луизиана в Соединённых Штатах Америки.
Согласно проведённой в 2020 году переписи населения США, число жителей города составляло 12 455 человек; это пятый в приходе (округе) и 26-й в штате город по численности населения.

## История
Город был назван Бейкер в 1888 году в честь одного из первых поселенцев.
В 1905 году в городе Бейкере открылась Пресвитерианская церковь, которая в 1990 году была занесена в Национальный реестр исторических мест США.

## География
Город Бейкер граничит на севере с городом Закари и на юге с Батон-Руж.
По данным Бюро переписи населения США, Бейкер имеет общую площадь 8,3 квадратных миль (21,5 км2), все это суша.